# 菲爾德冰川

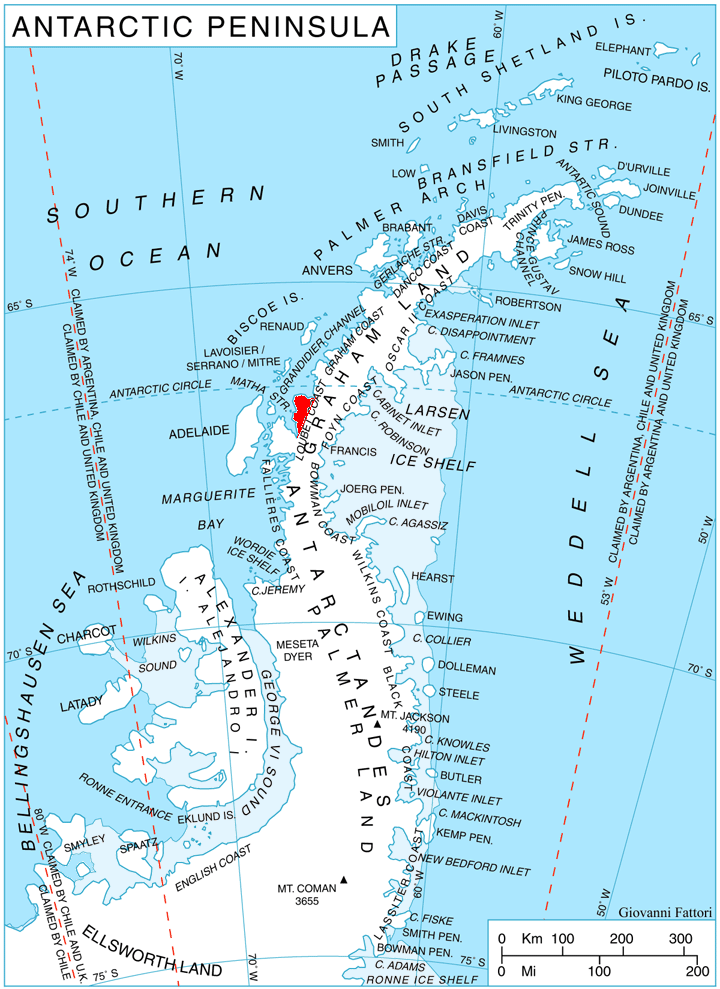

菲爾德冰川（英語：Field Glacier），是南極洲的冰川，位於葛拉漢地的盧貝海岸，處於佩爾尼克半島，最終注入拉勒曼德港，現時由南極條約體系管理。